# Goyazana castelnaui
Goyazana castelnaui é um gênero de crustáceo, que foi descrito pela primeira vez por H. Milne Edwards, em 1853. Goyazana castelnaui pertence ao gênero Goyazana, e à família Trichodactylidae. A IUCN classifica a espécie como de menor preocupação.